# 刘向三
刘向三（1910年10月—2007年11月5日），河南省邓州市罗庄镇刘岗村人。中华人民共和国政治人物。

## 生平

### 民国时期
1925年在家乡读小学。1927年5月，冯玉祥领导的国民军第14军到了南阳，刘向三入伍先后任班、排长，后调军官教导团学习、又在高级执法队任上尉副官。后随部编为国民革命军第二十六路军。1931年，参加江西宁都起义，同年加入中国共产党，任红一方面军红十四军无线电队长，红一方面军红五军团、中央军委保卫局科长，红三十军特派员。参加了中央苏区反围剿战争。1934年参加红军长征，1935年长征到达延安，当时陕甘宁边区正在肃反，毛泽东就派王首道、刘向三、贾拓夫三人带1部电台和1个排的兵力，先期到瓦窑堡接管西北保卫局。由董必武、李维汉、博古、王首道、刘向三5位负责审理刘志丹案，推倒了强加给刘志丹等人的莫须有罪名，释放了被关押的干部。
1938年9月，党中央决定派刘向三带50多名军事干部到洛阳，和第一战区司令长官程潜联系，要求在洛阳建立八路军办事处，做些半公开工作。但程潜不允许建办事处，只同意建立八路军通讯处，刘向三任八路军洛阳通讯处处长。同时，在中共河南省委负责人中，刘向三兼任军事部长。刘向三等经过考察，决定撤出30多人去渑池设个八路军兵站。1938年11月，经报请十八集团军总部批准，朱德、彭德怀签署文件，林伯渠写信，刘向三带人和国民党渑池县县长李树德交涉，1938年11月，在渑池县城东北角的小寨村建立了“第十八集团军渑池兵站”，兵站归属洛阳八路军通讯处领导。不久，国民党第一战区司令长官由卫立煌接任。洛阳八路军通讯处才改为办事处。党的六届六中全会结束后，刘少奇离开延安，经过西安、渑池、洛阳。在渑池召开中共豫西特委（书记刘子久）扩大干部会议。刘向三只参加过了两次会，其他时间，主要负责在渑池布置开会期间的保卫工作。1939年3月，刘向三调回延安马列学院学习。后任延安八路军军委总政治部总务处长、陕甘宁晋绥联防军总务处处长。
第二次国共内战期间，历任吉黑军区后勤部部长、师政委，哈北军分区司令员，中共哈北地委书记，1946年7月，任东北工矿处处长，东北工业部秘书长兼煤矿管理局局长等职。

### 共和国时期
中华人民共和国成立后，1949年，刘向三历任中共中央华南分局财政委员会委员、广东省工业厅厅长。1950年，调回北京，担任燃料工业部助理、煤炭总局局长等职。1957年，任中华人民共和国煤炭工业部副部长，中共中央纪律监察委员会驻水利电力部工作组组长。1975年1月至1979年2月，担任中华人民共和国水利电力部副部长，1979年4月，恢复设立水利部，担任水利部副部长，至1982年3月撤销水利部。此外他还担任二至五届全国政协委员和六、七届全国政协常委。2007年11月5日，在北京逝世，享年99岁。